# Triharjo (Merbau Mataram)
Triharjo is een bestuurslaag in het regentschap Lampung Selatan van de provincie Lampung, Indonesië. Triharjo telt 3725 inwoners (volkstelling 2010).